# Pedro Paulo Penido
Pedro Paulo Penido (Belo Horizonte, 29 de julho de 1904 – Rio de Janeiro, 12 de fevereiro de 1967) foi um político brasileiro.
Foi ministro da Educação e Cultura no governo Juscelino Kubitschek, de 1 de julho a 17 de outubro de 1960, e ministro da Saúde, de 1 de agosto a 31 de dezembro de 1960.